# Виноградовљева теорема
У теорији бројева, Виноградовљева теорема је резултат који имплицира да се сваки довољно велики непаран цео број може написати као збир три проста броја. То је слабији облик Голдбахове слабе претпоставке, која би имплицирала постојање такве репрезентације за све непарне целе бројеве веће од пет. Названа је по Ивану Матвејевичу Виноградову, који ју је доказао 1930-их година. Харди и Литлвуд су раније показали да овај резултат следи из генерализоване Риманове хипотезе, а Виноградов је успео да уклони ову претпоставку. Потпун исказ Виноградовљеве теореме даје асимптотске границе броја репрезентација непарног целог броја као збира три проста броја. Појам „довољно велики” био је недефинисан у оригиналном Виноградовљевом раду, али је 2002. године показано да је 101346 довољно велико. Додатно, бројеви до 1020 су проверени методама грубе силе, тако да је остао само коначан број случајева за проверу пре него што би се Голдбахова слаба претпоставка доказала или оборила. Године 2013, Харалд Хелфгот је доказао Голдбахову слабу претпоставку за све случајеве.

## Исказ Виноградовљеве теореме
Нека је A позитиван реалан број. Тада
{\displaystyle r(N)={1 \over 2}G(N)N^{2}+O\left(N^{2}\log ^{-A}N\right),}
где је
{\displaystyle r(N)=\sum _{k_{1}+k_{2}+k_{3}=N}\Lambda (k_{1})\Lambda (k_{2})\Lambda (k_{3}),}
користећи фон Манголтову функцију {\displaystyle \Lambda }, и
{\displaystyle G(N)=\left(\prod _{p\mid N}\left(1-{1 \over {\left(p-1\right)}^{2}}\right)\right)\left(\prod _{p\nmid N}\left(1+{1 \over {\left(p-1\right)}^{3}}\right)\right).}

## Последица
Ако је N непаран, тада је G(N) приближно 1, па је {\displaystyle N^{2}\ll r(N)} за све довољно велике N. Показујући да је допринос који r(N) дају прави степени простих бројева {\displaystyle O\left(N^{3 \over 2}\log ^{2}N\right)}, видимо да је
{\displaystyle N^{2}\log ^{-3}N\ll \left({\hbox{број начина на које се N може написати као збир три проста броја}}\right).}
Ово посебно значи да се сваки довољно велики непаран цео број може написати као збир три проста броја, чиме се доказује Голдбахова слаба претпоставка за све осим коначног броја случајева.

## Стратегија доказа
Доказ теореме следи Харди-Литлвудову методу круга. Дефинишимо експоненцијални збир
{\displaystyle S(\alpha )=\sum _{n=1}^{N}\Lambda (n)e(\alpha n)}.
Тада имамо
{\displaystyle S(\alpha )^{3}=\sum _{n_{1},n_{2},n_{3}\leq N}\Lambda (n_{1})\Lambda (n_{2})\Lambda (n_{3})e(\alpha (n_{1}+n_{2}+n_{3}))=\sum _{n\leq 3N}{\tilde {r}}(n)e(\alpha n)},
где {\displaystyle {\tilde {r}}} означава број репрезентација ограничених на степене простих бројева {\displaystyle \leq N}. Стога
{\displaystyle r(N)=\int _{0}^{1}S(\alpha )^{3}e(-\alpha N)\;d\alpha }.
Ако је {\displaystyle \alpha } рационалан број {\displaystyle {\frac {p}{q}}}, тада се {\displaystyle S(\alpha )} може дати расподелом простих бројева у класама остатака по модулу {\displaystyle q}. Стога, користећи Зигел-Валфишову теорему, можемо израчунати допринос горњег интеграла у малим околинама рационалних тачака са малим имениоцем. Скуп реалних бројева блиских таквим рационалним тачкама обично се назива великим луковима, док комплемент чини мале лукове. Испоставља се да ови интервали доминирају интегралом, па је за доказ теореме потребно дати горњу границу за {\displaystyle S(\alpha )} за {\displaystyle \alpha } садржано у малим луковима. Ова процена је најтежи део доказа.
Ако претпоставимо генерализовану Риманову хипотезу, аргумент коришћен за велике лукове може се проширити и на мале лукове. Ово су урадили Харди и Литлвуд 1923. године. Године 1937. Виноградов је дао безусловну горњу границу за {\displaystyle |S(\alpha )|}. Његов аргумент је почео једноставним идентитетом сита, а резултујући чланови су затим преуређени на компликован начин да би се добило неко скраћивање. Године 1977. Р. К. Вон је пронашао много једноставнији аргумент, заснован на ономе што је касније постало познато као Вонов идентитет. Он је доказао да ако је {\displaystyle |\alpha -{\frac {a}{q}}|<{\frac {1}{q^{2}}}}, тада је
{\displaystyle |S(\alpha )|\ll \left({\frac {N}{\sqrt {q}}}+N^{4/5}+{\sqrt {Nq}}\right)\log ^{4}N}.
Користећи Зигел-Валфишову теорему, можемо се бавити са {\displaystyle q} до произвољних степена од {\displaystyle \log N}, а користећи Дирихлеову теорему апроксимације добијамо {\displaystyle |S(\alpha )|\ll {\frac {N}{\log ^{A}N}}} на малим луковима. Стога се интеграл преко малих лукова може ограничити одозго са
{\displaystyle {\frac {CN}{\log ^{A}N}}\int _{0}^{1}|S(\alpha )|^{2}\;d\alpha \ll {\frac {N^{2}}{\log ^{A-1}N}}},
што даје члан грешке у теореми.